# チェグドムイン
チェグドムイン（ロシア語: Чегдомын）はロシア連邦東部のハバロフスク地方にあり、ヴェルフネブレインスク地区の中心に位置する町。人口は11,960人（2018年）。

## 著名な出身者
- ユーリー・ステパノフ - 在新潟総領事